# Parque natural Sierra Morena de Sevilla
El parque natural Sierra Morena de Sevilla, anteriormente parque natural Sierra Norte de Sevilla, es un espacio natural protegido español situado al norte de la provincia de Sevilla, en Andalucía, que fue declarado parque natural en 1989 y que ocupa 177 484 ha sobre territorio de los municipios de Alanís, Almadén de la Plata, Cazalla de la Sierra, Constantina, Guadalcanal, El Real de la Jara, El Pedroso, La Puebla de los Infantes, Las Navas de la Concepción y San Nicolás del Puerto, todos ellos en la comarca de la Sierra Norte. Estos municipios cuentan con una población de unos 30 000 habitantes y el parque natural permite diversas explotaciones, sobre todo maderera y ganadera.

## Estructura
Estas sierras forman parte de la Sierra Morena, que recorre más de 400 km de oeste a este. Forma parte de la reserva de la biosfera Dehesas de Sierra Morena junto con el parque natural de Sierra de Aracena y Picos de Aroche, en la provincia de Huelva y el parque natural de la Sierra de Hornachuelos, en la de Córdoba. 
Se trata de una zona de sierra baja, con alturas entre 260 y 968 m sobre el nivel del mar, dominada por bosque adehesado de encinas y alcornoques, y por vegetación de ribera en los pocos ríos que la surcan, siempre en orientación norte-sur hacia el río Guadalquivir.

## Aspectos hidrológicos
La precipitación anual media es de 810 mm, aunque con grandes variaciones estacionales, ya que la sierra hace de barrera a los vientos que del Atlántico penetran por el valle del Guadalquivir.
Entre los ríos del parque destaca el Rivera del Huéznar, con buenos bosques de galería, con presencia de nutrias y que es el único río truchero de toda la Sierra Morena. También aquí se sitúa el monumento natural Cascadas del Huéznar, aguas abajo de San Nicolás del Puerto.

## Geoparque
El parque natural Sierra Morena de Sevilla se incorporó en septiembre de 2011 a la Red Europea de Geoparques. 
El Geoparque Sierra Norte de Sevilla se sitúa en las alineaciones montañosas de la región central de Sierra Morena, entre las zonas geológicas de Ossa-Morena y Sudportuguesa del Orógeno Varisco Ibérico (o Macizo Hespérico). La mayoría de las rocas son de edades correspondientes al Proterozoico (entre 1000 y 540 millones de años) y Paleozoico (entre 540 y 250 millones de años), y en algún sector posiblemente de edad Triásico (entre 250 y 200 millones de años), excepto en la zona sur-oriental del parque, donde hay algunos afloramientos de rocas sedimentarias del Mioceno (entre 25 y 5 millones de años), pertenecientes a la cuenca sedimentaria del río Guadalquivir.
Las rocas proterozoicas y paleozoicas que afloran en el geoparque han sufrido el efecto de dos ciclos orogénicos (Cadomiense, hace 540 millones de años; y Varisco, entre 360 y 300 millones de años). La dirección dominante de las estructuras principales es Noroeste – Sureste: estratificación, esquistosidad y fallas de menor escala, estructuras de plegamiento y las grandes fracturas que delimitan los distintos dominios geológicos en el Geoparque.
Las grandes dimensiones del geoparque y su riqueza geológica, arqueológica y minera, ha posibilitado el recopilar hasta ahora múltiples Puntos de Interés Geológico y varias Rutas Geoturísticas de corto a medio recorrido.
En noviembre de 2015, tras la aprobación del Programa de Ciencias de la Tierra y Geoparques de la UNESCO, el parque natural de la Sierra Morena de Sevilla se ha incorporado a dicho programa como Geoparque Mundial de la UNESCO.
En marzo de 2023, la Junta de Andalucía renombró el parque, que pasó de llamarse Sierra Norte de Sevilla a su actual denominación.

## Ecoturismo
Cerca de San Nicolás del Puerto se encuentra el Cerro del Hierro, antigua mina de hierro de época romana que en la actualidad ha sido habilitada para el senderismo y la escalada.

## Conservación
En 2009, se redactó un manual de Buenas Prácticas Ambientales Cinegéticas que regula la explotación de los recursos del parque.